# (464108) 2014 WU434
(464108) 2014 WU434 es un asteroide perteneciente al cinturón de asteroides, descubierto el 16 de marzo de 2002 por el equipo Spacewatch desde el Observatorio Nacional de Kitt Peak (Arizona, Estados Unidos).